# Volker Grabowsky
Volker Grabowsky (* 24. März 1959 in Bad Schwartau) ist ein deutscher Historiker und Südostasienwissenschaftler, insbesondere Thaiist. Er ist seit 2009 Lehrstuhlinhaber für Sprache und Kultur Thailands sowie Leiter der Abteilung für Sprachen und Kulturen Südostasiens am Asien-Afrika-Institut der Universität Hamburg.

## Leben und Werk
Grabowsky wuchs in Ratekau (Ostholstein) auf, wo er seine Kindheit und Jugend verbrachte. Er machte 1977 sein Abitur auf dem Staatlichen Gymnasium Bad Schwartau. Nach dem Studium der Geschichte und Mathematik für das höhere Lehramt an der Christian-Albrechts-Universität Kiel (Abschluss mit 1. Staatsexamen 1983) sowie der Mittleren und Neueren Geschichte promovierte Grabowsky 1986 mit einer Dissertation zur „Wiedervereinigungsproblematik in Korea und Deutschland“.
Bis 1990 folgten Aufbaustudien der  thailändischen Sprache in Bangkok sowie der Geschichte Nordthailands (Lan Nas) an der Universität Chiang Mai. Danach war er bis 1994 wissenschaftlicher Assistent am Lehrstuhl für Südostasienkunde der Universität Passau, anschließend an der Abteilung Thai- und Vietnam-Studien der Universität Hamburg. Nach Archiv- und Feldstudien in Thailand habilitierte sich Grabowsky 1996 im Fach Geschichte und Kulturen Südostasiens am Fachbereich Orientalistik (Asien-Afrika-Institut) der Universität Hamburg mit einer Studie zur Bevölkerung und zur Staatsentwicklung von Lan Na.
Grabowsky war zwischen 1996 und 1999 im Auftrag des DAAD Dozent für traditionelle laotische Literatur an der National University of Laos in Vientiane, wo er am Aufbau des Forschungspersonals und einer Fachbibliothek mitwirkte. 1999 wurde er zum Professor für Geschichte Südostasiens an die Westfälische Wilhelms-Universität in Münster berufen. Im Wintersemester 2003/2004 vertrat er auch den Lehrstuhl für Thai- und Lao-Studien an der Universität Hamburg von Barend Jan Terwiel. Als Nachfolger Terwiels wurde Grabowsky im Sommer 2009 zum Professor (W2) für das Fach Thaiistik an die Abteilung für Sprachen und Kulturen Südostasiens der Universität Hamburg berufen. Seine zahlreichen Publikationen werden vielfach zitiert.
Grabowsky ist verheiratet und hat drei Kinder.

## Veröffentlichungen (Auswahl)
- Zwei Nationen-Lehre oder Wiedervereinigung? Die Einstellung der Partei der Arbeit Koreas und der Sozialistischen Einheitspartei Deutschlands zur nationalen Frage ihrer Länder seit dem Zweiten Weltkrieg. Ein Vergleich. Dissertation. Studienverlag Dr. N. Brockmeyer, Bochum 1987.
- An Early Thai Census: Translation and Analysis. Data Paper des Institute of Population Studies. Chulalongkorn University, Bangkok 1993 (englisch).
- The Gold and Silver Road of Trade and Friendship: the Richardson and McLeod missions to Tai states in 1837. Silkworm Books, Chiang Mai 2003 (englisch).
- Prinz Phetsarat und die Entstehung des modernen Laos: Übersetzung und Kommentierung der Werke 'Eine Biographie von Cao Maha Uparat Phetsarat’ und 'Die Geschichte des 12. Oktober 1945’ von Maha Sila Viravong. Lit., Münster 2003.
- Bevölkerung und Staat in Lan Na: Ein Beitrag zur Bevölkerungsgeschichte Südostasiens. Harrassowitz, Wiesbaden 2004, ISBN 978-3-447-05111-8.
- Chronicles of Chiang Khaeng: A Tai Lü Principality of the Upper Mekong. Center for Southeast Asian Studies, University of Hawaii, Honolulu 2008 (englisch).
- Lan Na in Chinese Historiography: Sino-Tai relations as reflected in the Yuan and Ming sources (13th to 17th centuries). Institute of Asian Studies, Chulalongkorn University, Bangkok 2008, ISBN 978-974-224-417-0 (englisch).
- Kleine Geschichte Thailands. Beck, München 2010, ISBN 978-3-406-60129-3.
- Chronicle of Sipsòng Panna: History and Society of a Tai Lü Kingdom, Twelfth to Twentieth Century. Mekong Press, Chiang Mai 2012, ISBN 978-6-16900533-9 (englisch).
- Deutschland und Thailand: 150 Jahre Diplomatie und Völkerfreundschaft. Herausgegeben im Auftrag der Königlich Thailändischen Botschaft. Zenos Verlag, Segnitz 2015, ISBN 978-3-931018-40-5.
- Volker Grabowski, Hans Georg Berger (Hrsg.): The Lao Sangha and Modernität: Research at the Buddhist Archives of Luang Prabang, 2005–2015. Anantha Publishing, New York / Luang Prabang 2015, ISBN 978-1-941811-02-3 (englisch).
- Volker Grabowski, Ooi Keat Gin (Hrsg.): Ethnic and Religious Identities and Integration in Southeast Asia. EFEO and Silkworm Books, Paris / Chiang Mai 2017, ISBN 978-6-16215126-2 (englisch).
- Volker Grabowski, Frederik Rettig (Hrsg.): Armies and Societies in Southeast Asia. Silkworm Books, Chiang Mai 2019, ISBN 978-6-16215154-5 (englisch).
- Volker Grabowsky (Hrsg.): Manuscript Cultures and Epigraphy in the Tai World. Silkworm Books, Chiang Mai 2022, ISBN 978-6-16215188-0 (englisch).
- Volker Grabowsky, Jayeel Cornelio (Hrsg.): Regional Identities in Southeast Asia: Contemporary Challenges, Historical Fractures (= SEATIDE-CRISEA-Silkworm Books series). Silkworm Books/École francaise d’Extrême-Orient, Chiang Mai / Paris 2023, ISBN 978-6-16215190-3 (englisch).